# Ken Griffey, Jr.
George Kenneth "Ken" Griffey, Jr. (Donora, Pensilvania; 21 de noviembre de 1969) es un exjugador de béisbol profesional estadounidense de las Grandes Ligas en la cual jugó principalmente como Jardinero central. 
Es uno de los jonroneros más prolíficos en la historia de este deporte. Algunos de sus sobrenombres han sido The Natural, The Kid, y Junior. Es hijo del también jugador de béisbol, Ken Griffey Sr. El 2 de junio de 2010 anunció su retirada tras 21 campañas en las Grandes Ligas y en el 2016 fue elegido para formar parte del salón de la fama.

## Distinciones
- Jugador Más Valioso (1997)
- 3 veces ganador del Home Run Derby
- 7 veces ganador del Bate de Plata, (1991, 1993, 1994, 1996, 1997, 1998, 1999)
- 10 veces ganador del Guante de Oro, (1990, 1991, 1992, 1993, 1994, 1995, 1996, 1997, 1998, 1999)
- 13 veces seleccionado al Juego de Estrellas (1990, 1991, 1992, 1993, 1994, 1995, 1996, 1997, 1998, 1999, 2000, 2004, 2007)
- Líder en carreras anotadas en 1997 (Liga Americana)
- Líder en bases recorridas en el 1993 y en 1997 (Liga Americana)
- Líder en jonrones en 1994, 1997, 1998 y 1999 (Liga Americana)
- Líder en Carreras impulsadas en 1997 (Liga Americana).
- Uno de dos peloteros con al menos 600 home runs y 10 Guantes de Oro (Willie Mays).
- El 6 de enero de 2016 es elegido al Salón de la Fama del béisbol, en una elección récord en donde obtuvo 99.32% de los votos.[1]